# Marietta taeniola
Marietta taeniola är en stekelart som beskrevs av Annecke och Insley 1972. Marietta taeniola ingår i släktet Marietta och familjen växtlussteklar. Inga underarter finns listade i Catalogue of Life.